# 梁宗巨
梁宗巨（1924年2月27日—1995年11月20日），男，广东新会人，中国数学史学家，曾任中国数学会理事，第七、八届全国政协委员。

## 家庭
父亲梁星坡，弟梁宗岱 妻陈善魂 。